# マーク・ローゼンバーグ
マーク・ローゼンバーグ（Mark Rosenberg、1948年10月22日 - 1992年11月6日）は、アメリカ合衆国の映画プロデューサー。ニュージャージー州出身。

## 作品
- フレッシュ・アンド・ボーン／渇いた愛のゆくえ
- フィアレス
- 虚偽／シチズン・コーン
- ラルフ一世はアメリカン
- ぼくの美しい人だから
- 推定無罪
- 恋のゆくえ／ファビュラス・ベイカー・ボーイズ
- 再会の街/ブライトライツ・ビッグシティ